# 이재명 (1842년)
이재명(李載明, 1842년 - ?년)은 조선 후기와 대한제국의 무신으로, 규장각검서관(奎章閣檢書官) 이주응(李燽應)의 2남이다.

## 생애
조선 후기의 무신으로 본관은 전주, 휘는 재명(載明), 초명은 시긍(時兢), 자는 임여(臨汝)이다. 덕흥대원군의 12대손이며, 도정궁 사손(嗣孫) 판돈녕부사(判敦寧府事) 이풍(이례)(李澧)의 증손이고, 통정대부(通政大夫) 행 현감(縣監) 이후식(李厚植)의 손자이다. 아버지는 규장각검서관(奎章閣檢書官) 이주응(李燽應)이며, 어머니는 남원인(南原人) 양필흥(梁必興)의 딸로 남원양씨(南原梁氏)이다.
부인은 고령인(高靈人) 신익영(申益永)의 딸로 숙부인 고령 신씨(淑夫人 高靈申氏)와 진주인(晋州人) 강달성(姜達成)의 딸로 숙부인 진주 강씨(淑夫人 晋州姜氏)이다.
규장각검서관 주응의 2남으로 1842년(헌종 8) 9월 6일 탄생하였다. 무과(武科)에 급제하여, 1871년(고종 8) 오위장(五衛將)에 제수되었다.
1887년(고종 24) 북부도사에 제수되고, 진위대 정위(鎭衛隊 正尉)를 역임하였다. 1899년(광무 3) 군물조사위원(軍物調査委員)에 임명되고, 1900년(광무 4) 군물조사위원(軍物調査委員)에서 해임하였다.
육군정위(陸軍正尉)를 역임하고, 7월 18일 별세하여 보령군 천북면 하만리 산 술좌(戌坐)로 장사지냈다.

## 가족관계
- 증조부 : 이풍(이례)(李澧), 도정궁 사손(嗣孫).
  - 조부 : 이후식(李厚植)
    - 아버지 : 이주응(李燽應)
    - 어머니 : 남원양씨(南原梁氏), 남원인(南原人) 양필흥(梁必興)의 딸.
      - 1부인 : 숙부인 고령신씨(淑夫人 高靈申氏, 1845년-?년), 고령인(高靈人) 신익영(申益永)의 딸.
      - 2부인 : 숙부인 진주강씨(淑夫人 晋州姜氏, 1848년-1903년), 진주인(晋州人) 강달성(姜達成)의 딸.
        - 1남 : 이원용(李元鎔, 1864년-1909년)
        - 2남 : 이대용(李大鎔, 1867년-1930년)
        - 3남 : 이관용(李觀鎔, 1870년-1946년)
        - 4남 : 이진용(李震鎔, 1873년-1924년), 종숙(從叔) 이재칠(李載七)에게 출계.
        - 5남 : 이기용(李驥鎔, 1882년-1965년)
        - 6남 : 이인용(李麟鎔, 1885년-1948년)
        - 1녀 : 참봉(參奉) 연일인(延日人) 정??(鄭)??에게 출가.
        - 2녀 : 연안인(延安人) 이의직(李義直)에게 출가.